# Agrilus nirius
Agrilus nirius é uma espécie de inseto coleóptero polífago pertencente à família dos buprestídeos. É um dos representantes do gênero Agrilus.
Foi descrita formalmente pela primeira vez em 2013, pelo entomólogo polonês especialista em buprestídeos Eduard Jendek.